# Diospyros crassiflora
Diospyros crassiflora là một loài thực vật có hoa trong họ Thị. Loài này được Hiern mô tả khoa học đầu tiên năm 1873. Đây là loài đặc hữu tây châu Phi. Nó được đặt theo tên của quốc gia Tây Phi Gabon, mặc dù chúng cũng mọc ở Cameroon, Cộng hòa Trung Phi, Cộng hòa Congo, Cộng hòa Dân chủ Congo và Nigeria.
Gỗ mà loại cây đặc biệt này tạo ra được cho là màu đen nhất trong tất cả các loài sản xuất gỗ Diospyros, và gỗ từ cây này đã được sử dụng từ thời Ai Cập cổ đại.  Nó cứng và bền với lỗ chân lông rất mịn, và nó đánh bóng đến độ bóng cao. Nó được sử dụng để tạo ra các tác phẩm điêu khắc, chạm khắc, gậy đi bộ, tín hiệu hồ bơi, tay nắm cửa, tay cầm dao và dao, kẹp súng, phím đen trên đàn piano, đàn organ, đàn guitar và cầu, và quân cờ. Nó là loại gỗ được lựa chọn cho các phím đàn, đuôi và chốt điều chỉnh được sử dụng trên tất cả các nhạc cụ có dây trong dàn nhạc, bao gồm cả violin, violon, cellos và bass đôi.

## Hình ảnh

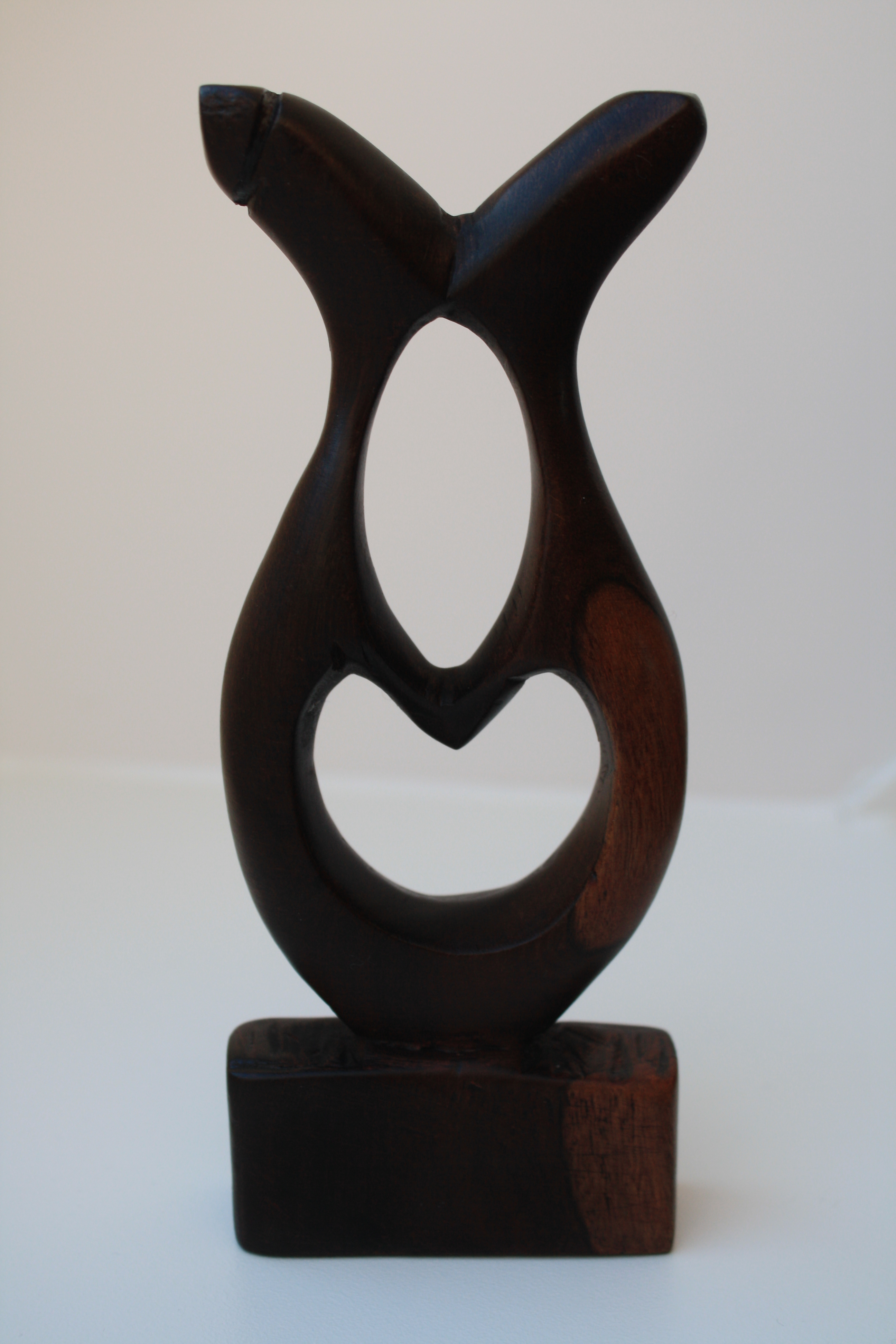